# غيلدا أونيل
غيلدا أونيل (بالإنجليزية: Gilda O'Neill)‏ (25 مايو 1951 - 24 سبتمبر 2010)؛ مؤرخة وروائية بريطانية.